# Microsciurus santanderensis
Microsciurus santanderensis är en däggdjursart som först beskrevs av Hernandez-Ccamacho 1957. Den ingår i släktet amerikanska dvärgekorrar och familjen ekorrar. IUCN kategoriserar arten globalt som otillräckligt studerad. Inga underarter finns listade i Catalogue of Life.

## Beskrivning
En liten ekorre med mörkbrun päls på ovansidan, en svart strimma längs ryggen och en ljust ockrafärgad fläck bakom varje öra. Buksidan har varierade färg, men vanligen en ljus ockrafärg med skärt inslag. Kroppslängden är 13 till 16 cm, exklusive den 14 till 15 cm långa svansen.

## Utbredning
Arten förekommer i norra Colombia, troligtvis även i angränsande områden av Panama och Venezuela.

## Ekologi
Habitaten utgörs av regnskogar samt bergsskogar och träskmarker, de senare belägna på höjder mellan 2 700 och 3 800 meter. I övrigt är litet känt om arten.